# 7625 Louisspohr
7625 Louisspohr este un asteroid din centura principală de asteroizi.

## Descriere
7625 Louisspohr este un asteroid din centura principală de asteroizi. A fost descoperit pe 29 septembrie 1973 la Observatorul Palomar de Cornelis Johannes van Houten, Ingrid van Houten-Groeneveld și Tom Gehrels. Asteroidul prezintă o orbită caracterizată de o semiaxă mare de 2,80 ua, o excentricitate de 0,24 și o înclinație de 11,2° în raport cu ecliptica.